# Las chicas del cable (1.ª temporada)
A primeira temporada da série de televisão espanhola, Las chicas del cable (em português:  As Telefonistas), foi anunciada em 31 de março de 2016  e estreou em 28 de abril de 2017, contando com 8 episódios. A temporada é produzida pela pela Bambú Producciones e distribuída mundialmente pelo serviço de streaming Netflix; a showrunner é Teresa Fernandez-Valdes.
A temporada inicialmente estava programada para conter 16 episódios, sendo lançados em 2 partes com 8 episódios cada, porém foi alterado e as 2 partes, com 8 episódios cada, receberam a denominação de 1.ª temporada e 2.ª temporada.

## Sinopse
Madri, 1928. 8 da manhã. As portas do novo prédio da única companhia telefônica do país se abrem para receber dezenas de mulheres trabalhadoras que são a base da empresa. Elas são jovens, bonitas e modernas e o mundo está em suas mãos. A revolução das comunicações surgiu na forma de um telefone e elas são a imagem da revolução. Elas vieram de toda a Espanha para trabalhar em um impressionante arranha-céu de 13 andares no coração de Madri. Um lugar que representa progresso e modernidade, onde ciúme, inveja, traição, desejo de sucesso, amizade e amor se misturam, mas acima de tudo sonhos.

## Elenco e personagens
| - Blanca Suárez como Alba Romero/Lidia Aguilar - Yon González como Francisco Gómez - Maggie Civantos como Ángeles Vidal - Ana Fernández como Carlota Rodríguez de Senillosa - Nadia de Santiago como María Inmaculada "Marga" Suárez Pazos - Martiño Rivas como Carlos de Cifuentes - Ana Polvorosa como Sara Millán - Borja Luna como Miguel Pascual - Nico Romero como Pablo Santos - Sergio Mur como Mario Pérez - Ángela Cremonte como Elisa de Cifuentes - Iría del Río como Carolina Moreno - Carlos Kaniowsky como Beltrán - Concha Velasco como Carmen de Cifuentes | - Anahí Civantos como Sofía Pérez Vidal - Kiti Mánver como Victoria - Tina Sainz como Dona Lola - Luisa Gavasa como Pilar de Senillosa - Joan Crosas como Emilio Rodríguez "El Halcón" - Simón Andreu como Ricardo Cifuentes Navarro - Agnés Llobet como Marisol Inostroza - Carles Moreu como Indalecio - Javier Laorden como Villalba - Marina Orta como Alba Romero Méndez (15 anos) | - María Garralón como Eulalia, avó de Marga - Alba Ribas como Gimena - Ramón Esquinas como Jaime - Marisol Membrillo como Asunción - Fernando Ustarroz como Notario - Itzan Escamilla como Francisco Gómez (15 anos) - Arantxa Zambrano como Mulher Celda - Mario Alberto Díez como Banqueiro - Eliana Sánchez como Victoria Kent - Roger Álvarez como Doutor Ángeles - Ángel Héctor Sánchez como Doctor Granados - José Sospedra como Empresario - Alberto Sampedro como Críspulo Méndez - Miguel Lago como Alfonso XIII - Noemi Hopper como Gimena (jovem) - Raquel Sierra como verdadeira Lidia Aguilar Dávila - Rafael Delgado como Víctor - Fernando Valdevieso como Pedro - Ignacio Rosado como Homem da festa - Óscar del Pozo como Vigilante de segurança |

## Episódios
| N.º na série | N.º na temp. | Título original (Título no Brasil)                                 | Dirigido por   | História por                                                                                            | Roteiro por                                       | Lançamento          |
| --- | ------------ | ------------------------------------------------------------------ | -------------- | --- | ------------------------------------------------- | ------------------- |
| 1 | 1            | "Capítulo 1: Los sueños" "(Capítulo 1: Os sonhos)" (BR)            | Carlos Sedes   | Ramón Campos, Gema R. Neira, Teresa Fernández-Valdés & María José Rustarazo                             | Ramón Campos & Gema R. Neira                      | 28 de abril de 2017 |
| Madri 1928, uma jovem chamada Alba, com sonhos de viver uma nova vida na Argentina, é injustamente acusada de assassinato. Beltrán, chefe de polícia, não acredita em sua inocência, mas permite que ela fique livre em troca de um roubo contra a companhia telefônica, que está abrindo sua nova sede. Caso contrário, Alba será executada. Alba está entre as candidatas à vaga de telefonista e, com engano, consegue assumir a identidade de uma candidata, Lidia Aguilar. Alba, se apresentando como Lidia, conhece Carlota, uma garota rebelde de uma família rica e antiquada, e Marga, uma jovem pobre das províncias. Infelizmente, as três chegam atrasadas para a entrevista, mas graças à intervenção da operadora de telefonia Ángeles, elas conseguem garantir que sua supervisora, Sara Millán, as admita no teste. Carlos, filho do dono da empresa, se apaixona por Lidia e garante que ela seja contratada junto com Carlota e Marga. No primeiro dia de trabalho, o diretor Francisco visita as meninas para a palestra introdutória. Ele vê Lídia e a reconhece como seu antigo amor, mas ela não finge não o conhecer. Na festa de inauguração da nova sede, Alba tira a chave segura de Carlos e corre para roubar o dinheiro lá dentro para escapar, mas sem sucesso. Naquela mesma noite, na festa da Companhia, Marga vê um casal transando no armário. Ela ainda não sabe que este é Mario, o marido rígido de Ángeles, na companhia de Carolina, secretária de Francisco. Chateada, ela corre, um ladrão tenta roubar sua bolsa, mas um garoto evita isso. Carlota fugiu de casa para ir à festa e Miguel, seu namorado, se oferece para se casar com ele para se livrar das convenções de sua família. Na manhã seguinte, Lidia é escolhida como operadora de central telefônica que colocará o rei em contato com o presidente americano para a primeira ligação intercontinental feita pela empresa. Lidia faz tudo errado e Angeles toma o seu lugar para salvar o dia. Lidia se aproveita disso para correr para encontrar o que ela não tinha sido capaz de roubar na noite anterior e é pega de surpresa por Francisco. Um flashback mostra que, dez anos antes, dois jovens e apaixonados, Alba e Francisco viajam de trem para Madri para mudar suas vidas. Alba tem sua bagagem roubada e corre atrás dos bandidos para recuperá-la, deixando Francisco sozinho, mas ela é acusada de roubo e acaba na prisão e perde total contato com Francisco.                                       |              |                                                                    |                | |                                                   |                     |
| 2 | 2            | "Capítulo 2: Los recuerdos" "(Capítulo 2: As memórias)" (BR)       | Carlos Sedes   | Ramón Campos, Gema R. Neira, Teresa Fernández-Valdés, María José Rustarazo & Almudena Ocaña             | Gema R. Neira, María José Rustarazo & Jaime Vaca  | 28 de abril de 2017 |
| Angeles é promovida e não sabe como dizer ao marido que ela não quer largar o emprego. O marido dela gostaria que ela ficasse em casa para cuidar da família e da filha única. Marga descobre a identidade do garoto que a salvara na noite anterior: é Pablo, um funcionário da administração da Companhia. À noite, acontece a festa das celebrações da chamada intercontinental. Elisa, irmã de Carlos, diz ao marido Francisco que ela quer ter um filho. Sara é instruída a fazer as transcrições das escutas telefônicas em nome do próprio diretor. Francisco usa essas transcrições para obter novas fontes. Em troca, ele terá que fornecer informações militares para evitar uma possível tentativa de golpe e enviar os nomes dos responsáveis. Alba descobre que alguém entrou em sua casa, então ela vai para a pensão de Dona Lola. Ela se encontra com Marga, que está trazendo álcool para a festa clandestina de Carlota, expulsa de casa. Marga revela a infidelidade do marido de Ángeles para Lidia, que não sabe se deve ou não denunciá-lo para Ángeles. Marga, cheia de dúvidas, fica bêbada, escreve uma carta para Pablo e confia a Miguel para entregá-la ao jovem administrador. Enquanto isso, a chegada de Dona Lola na pousada termina a festa. Lidia se muda com as meninas para a pensão, contando uma versão fantástica de sua situação. Lidia recebe ajuda de (ex) colegas para evitar pagar a dívida com Beltrán. Francisco oferece ajuda para contratá-la novamente na empresa. Pablo recebe a carta de Marga e entra em contato com ela por telefone. O pai de Carlota pede para que Cifuentes a demita, para ela voltar para casa e abandonar a fase de rebelião. Carlota vai a um comício feminista e se encontra Sara, a supervisora. Ángeles está procurando uma candidata para ser sua substituta e, naquele momento, aparece a verdadeira Lidia Aguilar, que diz que não foi chamada para repetir a entrevista. Alba entrega o dinheiro para Beltrán. Mais tarde, ela vai para a delegacia com Francisco, que diz que ele a procurou continuamente e que agora, mesmo depois de tantos anos, ele ainda a ama. Ele a beija enquanto alguém capta o momento. |              |                                                                    |                | |                                                   |                     |
| 3 | 3            | "Capítulo 3: Las mentiras" "(Capítulo 3: As mentiras)" (BR)        | David Pinillos | Ramón Campos, Gema R. Neira, Teresa Fernández-Valdés, María José Rustarazo & Almudena Ocaña             | Carlos Portela & María José Rustarazo             | 28 de abril de 2017 |
| Francisco salva a identidade falsa de Alba e confessa à garota que ainda a quer como ela o quer e está pronto para deixar tudo por ela. Elisa está preocupada com Francisco, porque ela está sempre ocupada e acha que ele pode ter uma amante, então ela pede a ajuda de Carolina, sua secretária, para investigar. Elisa desesperada para de tomar os remédios para sua neurose. Marga diz a Angeles que seu marido tem uma amante e a mulher chateada corre para casa. Remexendo nas roupas de baixo sujas do marido, ela notou uma camisa manchada de batom. Sara envolve Carlota com os preparativos para uma festa surpresa para Ángeles. Alba pede para que Victoria obtenha seus documentos falsos para evitar problemas futuros. Miguel e Carlos continuam trabalhando no Roteador 7, um dispositivo automático para o gerenciamento da central telefônica. Carlota se responsabiliza por salvar um bairro de um incêndio que ocorreu no dia anterior, embora na realidade foi Marga quem salvou. Marga tinha muito medo de se expor principalmente porque não podia mais se esconder de Pablo. Dom Ricardo descobre que Carlota, filha do comandante Rodriguez de Senillosa, trabalha para ele e decide demiti-la porque é inconveniente. Sara e Francisco encontram uma maneira de evitar isso: Carlota pode ser um excelente elemento para a questão das escutas telefônicas. Durante a festa surpresa em homenagem a Ángeles pela demissão iminente, ela confirma que o marido a traiu com Carolina e decide continuar trabalhando na empresa, obtendo o cargo de supervisora. Sara é apresentada a Miguel, entusiasmada com o projeto do Roteador, e Carlota observa sua harmonia; ela diz a Sara que não é um problema para ela se os dois se gostam, mas Sara revela que ela quer ela e não o Miguel. Beltrán pede ainda mais dinheiro a Alba e decide roubar o projeto do Roteador para embolsar o dinheiro do depósito de patentes e ir embora para sempre. Elisa descobre o que a mala do marido continha. |              |                                                                    |                | |                                                   |                     |
| 4 | 4            | "Capítulo 4: Los sentimientos" "(Capítulo 4: Os sentimentos)" (BR) | David Pinillos | Ramón Campos, Gema R. Neira, Teresa Fernández-Valdés & María José Rustarazo                             | Carlos Portela                                    | 28 de abril de 2017 |
| O episódio começa com um flashback de dez anos antes. A festa de véspera de Ano Novo está em andamento no bordel de Victoria. Alba está dançando com um dos clientes para roubá-lo. Victoria percebe e se comunica com ela, mas lhe diz para continuar, para não pensar mais em sonhos e que essa é a sua vida agora. No presente, Carlos convida Lidia para sua casa para uma bebida. Enquanto isso, Elisa ameaça o marido com uma faca e depois corta os pulsos. Francisco preocupado corre para comunicar Carlos, mas ele foi drogado por Lidia. Carlota se sente chateada com o beijo de Sara e tenta evitá-la. Os preparativos estão em andamento para as celebrações dos 150.000 assinantes e Carlos está cuidando disso, provocando a indignação de Dom Ricardo, principalmente pelo fato de alguns funcionários se aproveitarem disso para fazer uma piada com o Rei. Francisco promete a Elisa que ele não pensará mais em Alba, mas ele está muito envolvido e acha que Alba está namorando Carlos só para deixá-lo com ciúmes. Ele entrega a Alba a mala de sua chegada a Madri, juntamente com a carta que escreveu para ela há algum tempo. Pablo chama Marga para sair, mas a garota não se sente pronta e perde o compromisso; por sugestão de Carlota, ele envia uma carta para encontrá-la. Carlos discute com Dom Ricardo, finalmente orgulhoso porque seu filho se afirmou. Alba se aproxima ainda mais de Carlos, apoiando-o no projeto do Roteador. Ángeles percebe que ela está realmente grávida, mas Mario se torna mais violento com ela e com as amigos da companhia telefônica, chegando a bater em sua esposa. Carlota impulsivamente beija Sara e são vistas por Miguel. |              |                                                                    |                | |                                                   |                     |
| 5 | 5            | "Capítulo 5: El pasado" "(Capítulo 5: o passado)" (BR)             | Carlos Sedes   | Ramón Campos, Gema R. Neira, Teresa Fernández-Valdés, María José Rustarazo & Jaime Vaca                 | Carlos Portela                                    | 28 de abril de 2017 |
| Alba percebe que alguém vasculhou seus pertences pessoais. Ela se lembra que Carolina estava no quarto pouco antes e vai confrontá-la, acordando a Dona Lola. Marga e Carlota ficam intrigadas com o fato de Lidia estar tão irritada que alguém entre em seu quarto. Carlota ouve inadvertidamente um telefonema entre Carolina e Elisa, no qual o conteúdo da carta é relatado na mala de Alba; Carlota revela seus sentimentos a Lidia e ela por sua vez confessa sua história. Carlota a adverte: ela não deve confiar em Francisco, mesmo que o ame, porque ele agora é um homem de poder, do mesmo tipo que Cifuentes ou o pai de Carlota. Enquanto Ángeles repreende Lidia por sua ausência, ela começa a sangrar e desmaia. As meninas a resgatam e descobrem os hematomas no corpo: Ángeles é a vítima da violência de Mario. Ángeles aborta. Mario fica chocado que ele matou seu filho sem saber e persegue Carolina. Alba confronta Francisco: ela não conseguiu ler a carta e avisa que Carolina a possui agora e está disposta a levá-la a Elisa. Miguel discute com Carlota cada vez mais confuso sobre seus sentimentos sobre a cena do beijo com Sara. Enquanto isso, Sara ouve um possível golpe de estado, mas não pode falar com Francisco sobre isso. As meninas cuidam de Ángeles e conversam com um advogado sobre poder se divorciar de Mario. Infelizmente, o vínculo está sujeito ao artigo 52 da Constituição, que prevê a dissolução do vínculo matrimonial somente com a morte de um dos dois cônjuges. Pouco antes do jantar na casa dos Cifuentes, Elisa censura o marido pela traição com Alba. E então Alba entra no salão. Os pais de Elisa, no entanto, fecham a cena, Elisa sofre de nervosismo e episódios semelhantes ocorrem frequentemente. Alba culpa Carolina, dizendo que foi tudo um mal-entendido, já que a secretária é uma mulher traiçoeira e invejosa. Posteriormente, Alba queima seu caderno. Carlota diz a Sara que ama Miguel e que ela não pode dar peso a uma derrapagem, mas Sara responde que não há problema em não ter direitos exclusivos. A polícia chega ao comício feminista. Carlota consegue escapar graças a Sara, que, junto com outros companheiras, corre contra os policiais. Marga finalmente encontra coragem para sair com Pablo, mas tem um encontro desagradável com sua namorada. Ángeles volta para casa, concordando em continuar morando com o marido: essa é sua única chance. Francisco ordena para que Alba deixe Carlos e saia para sempre. |              |                                                                    |                | |                                                   |                     |
| 6 | 6            | "Capítulo 6: La familia" "(Capítulo 6: A família)" (BR)            | Carlos Sedes   | Ramón Campos, Gema R. Neira, Teresa Fernández-Valdés, María José Rustarazo & Jaime Vaca                 | Estíbaliz Burgaleta & María José Rustarazo        | 28 de abril de 2017 |
| Durante o jantar na casa dos Cifuentes Lidia conta sua história, mudando alguns detalhes, e acaba se tornando a estrela da noite.Uma vez no carro, Lidia tenta deixar Carlos, como Francisco queria, mas ele a leva para o apartamento onde costuma levar suas conquistas, eles conversam sobre seus sonhos mútuos e dormem juntos pela primeira vez. Francisco demite Carolina. Ángeles confessa às meninas que ela quer deixar Mario e pede ajuda para ir a Barcelona. Lidia vai ao banco para conseguir o dinheiro necessário, mas Mario, ciente do plano de sua esposa, revoga a permissão para ela realizar saques, então a garota decide roubar. Carlota pede ajuda ao pai para libertar Sara e descobre que seu pai é responsável pelo ataque ao Iseum. Don Ricardo revela ao filho que a Companhia intercepta as ligações de alguns assinantes em colaboração com Sara e Carlota. Enquanto isso, no trabalho, Ángeles é promovida a supervisora e recebe o trabalho de Sara. Carolina aparece diante de Dom Ricardo e ameaça contar à traição a esposa, mas surpreendentemente a esposa parece dizer que estava ciente da infidelidade do marido. Francisco e Carlos brigam por Lidia. Francisco instrui Mario a instalar um dispositivo para espionar Alba e mostra a Don Ricardo o protótipo do Roteador 7. Ricardo Cifuentes decide furiosamente mudar o testamento e excluir seu filho. Enquanto Pablo não consegue encontrar uma maneira de deixar Marisol, Mario chega ao restaurante onde os dois estavam prestes a almoçar e conta a Marisol sobre as intenções do jovem. Pablo tira vantagem disso e volta para a mesa telefônica, involuntariamente, sendo testemunha das intenções de Ángeles. Ele gostaria de comunicá-los a Mario, mas Marga o impede. Mario, ciente dos planos de sua esposa, chega a Ángeles, mas Pablo consegue segurá-lo. Ángeles cumprimenta e agradece as meninas e foge com Sofia, mas não sabe que Mario as seguiu. Sara é libertada graças a um telefonema do pai de Carlota. As duas comemoram com Miguel e acabam tendo um menàge a trois. Carlos culpa o pai pela questão das escutas telefônicas. Isso leva a uma discussão que termina com Don Ricardo passando mal e posteriormente morrendo. |              |                                                                    |                | |                                                   |                     |
| 7 | 7            | "Capítulo 7: La pérdida" "(Capítulo 7: As perdas)" (BR)            | David Pinillos | Ramón Campos, Gema R. Neira, Teresa Fernández-Valdés, María José Rustarazo & Jaime Vaca                 | Carlos Portela, María José Rustarazo & Jaime Vaca | 28 de abril de 2017 |
| Na estação, Mario remove Sofía de Ángeles e impede a mulher de ver sua filha. Francisco percebe que Alba tem sentimentos muito fortes por Carlos, a garota admite que se sente feliz e amada pela primeira vez em anos. Sara e Miguel descobrem que Carlota voltou para casa para agradar ao pai: era a única maneira de tirar Sara da prisão. Beltrán aparece no funeral de Dom Ricardo e exige o dinheiro de Alba. Carlos, ainda muito abalado pelo pai e pelo comportamento de Francisco, deixa a cerimônia para se embebedar em um bar. Ele acaba perdendo o controle e vai para a companhia telefônica e começa a destruir todos os objetos possíveis ao alcance, incluindo o protótipo do Roteador. Marisol não pretende se render e vai até Dona Lola para tentar afastar Pablo de Marga. Enquanto isso, Pablo convida Marga para o cinema, mas a garota está preocupada porque ela não tem experiência no campo do amor. Victoria liga para Alba porque uma de suas meninas encontrou Carlos em péssimas condições. Alba leva Carlos para casa, e inadvertidamente ouve Dona Carmen enquanto tenta subornar o advogado da família para que o último rascunho do testamento de Don Ricardo não seja reconhecido. Pablo desmascara as mentiras de Marisol que dizia que ele era um patife. Sara vai ver Carlota secretamente. Alba decide contar a verdade a Carlos, e Ángeles pede que ela faça isso pessoalmente e não através de uma carta. Ángeles volta para sua casa para ver sua filha e encontra sua sogra que tenta afugentá-la, mas Ángeles, mostrando seus machucados, conta a verdade sobre o homem possessivo e violento de Mario. O testamento é lido: conforme acordado entre Dona Carmen e o advogado, a Companhia Telefônica é totalmente herdada por Carlos. Dona Carmen incentiva o filho a continuar construindo o protótipo do Roteador 7. Pablo adverte Marga sobre possíveis perdas de empregos devido ao projeto. A garota imediatamente liga para Carlota, conta sobre o projeto e quem o criou foi Miguel. Carlota sugere a Marga para falar sobre isso mais tarde. Francisco descobre que alguém assassinou Beltrán; as fotos, no entanto, permaneciam em uma das gavetas da mesa, então ele se apossou delas e acaba deixando sua cigarreira cair na cena do crime, sem se dar conta. Carlos chega a Alba na estação para a ouvi-la, e diz que ele está pronto para ouvir e apoiá-la, assim como ela fez com ele e depois ele pede que ela se case com ele. E então Francisco chega.         |              |                                                                    |                | |                                                   |                     |
| 8 | 8            | "Capítulo 8: El amor" "(Capítulo 8: O amor)" (BR)                  | David Pinillos | Ramón Campos, Gema R. Neira, Teresa Fernández-Valdés, María José Rustarazo, Jaime Vaca & Carlos Portela | Carlos Portela & Jaime Vaca                       | 28 de abril de 2017 |
| Lidia fica sem fala diante de Carlos de joelhos, Francisco os observa com as fotos na mão: ambos estão livres. Lidia aceita a proposta. Enquanto isso, Victoria resolve a questão da cigarreira de Francisco através de seus contatos com a polícia. Lidia diz a Francisco que a empresa realmente deveria ser liderada por ele, mas Francisco decide queimar o último desejo de Dom Ricardo. Carlota confronta Miguel que está reconstruindo o protótipo, convencido de que, se fosse instalado, todos os operadores perderiam seus empregos e Miguel deixa escapar que Lidia estava ciente disso. Carlos apresenta o Roteador 7 à imprensa, mas Lídia, que entretanto confessa aos colegas o plano inicial de roubar o Roteador 7 para quitar suas dívidas, decide roubá-lo para proteger o trabalho das telefonistas Francisco a descobre e fica furioso, mas durante a briga ele acidentalmente a chama de Alba, e Carlos ouve. |              |                                                                    |                | |                                                   |                     |

## Produção

### Promoção
A produção da primeira série de televisão espanhola original Netflix foi anunciada em 31 de março de 2016.
O co-criador e produtor executivo do programa, Ramón Campos, disse que "É incrivelmente emocionante ter a Netflix na Espanha. Somos fãs entusiasmados de suas séries originais e é uma verdadeira honra agora fazer parte deste projeto".
"É uma alegria trabalhar com a equipe extremamente talentosa da Netflix, que está revolucionando a indústria da televisão em todo o mundo", acrescentou Teresa Fernández Valdés, showrunner da série.

### Casting
Ramón Campos especificou que o elenco seria formado durante o mês de julho de 2016, com vistas a iniciar as filmagens em agosto do mesmo ano. Ele explicou que a produção teria "atores que trabalharam com a Bambú e muitos outros que não trabalharam [...] para dar uma imagem diferente à série."
Em 18 de julho de 2016 foi anunciado as primeiras integrantes do elenco; Blanca Suárez e Ana Polvorosa.
A seguinte a se juntar ao elenco foi Ana Fernández, cuja anunciação foi feita em 8 de agosto de 2016.
2 dias depois da anunciação de Ana Fernández, em 10 de agosto de 2016, Maggie Civantos foi confirmada no elenco.
Em 23 de agosto o primeiro protagonista masculino foi anunciado, Yon González, um rosto conhecido das demais produções da Bambú Producciones.
Em setembro os últimos membros foram adicionados, sendo eles Martiño Rivas, Concha Velasco., Nadia de Santiago, Nico Romero, Borja Luna e Sergio Mur.

### Filmagens
As filmagens da temporada começaram em setembro de 2016, logo depois de todo o elenco principal ser escalado.
No início, a 1ª e a 2ª temporada seriam partes de uma mesma temporada de 16 episódios, mas mesmo assim as gravações não seriam contínuas. Campos disse: "Primeiro temos que gravar os oito primeiros capítulos e, até que eles sejam finalizados e publicados [na plataforma], não começaremos a gravar o segundo lote."

## Recepção

### Resposta da crítica
A primeira temporada de Las chicas del cable foi recebida com críticas geralmente favoráveis, principalmente pelos assuntos tratados. O site agregador de críticas Rotten Tomatoes reporta uma classificação de aprovação de 100%, com uma classificação média de 8/10, com base em 6 avaliações.

### Avaliação dos críticos
Patrícia Puentes, do CNET, elogia o programa dizendo que ele é "alinhado com uma mensagem feminista alta e clara que nos lembra o tempo todo que ser mulher na Espanha nos anos vinte era francamente complicada. Também nos faz refletir sobre o quanto algumas coisas mudaram e quão pouco outras mudaram." Por outro lado, ela crítica o formato dos episódios dizendo "que seus escritores [do programa] estão acostumados a escrever para a televisão convencional e parece que eles arrastaram esse modelo para a Netflix. E não é necessário ter uma estrutura tão tradicional." Ela também critica a trilha sonora, dizendo que ela é inapropriada e "completamente contemporânea, dançável e muito comercial."
Silvina Lamazares, do Diario Clarín, chamou a temporada de "boa" e compartilha da mesma ideia de Patricia Puentes sobre a trilha sonora, ela diz: "O que não combina com ele [o programa] é a música escolhida pelos produtores da Netflix: as cenas recriam todos os detalhes da década de 20... mas os temas soam pop. [...] a modernidade se enfileira nos salões onde mulheres de saias longas em tons pastel e chapeuzinho glamouroso dançam ao ritmo da época." Ao final ela afirma que "Se não fosse por esse ponto, a história mereceria um lugar melhor nas recomendações para assistir na Netflix."
Há também quem elogia a trilha sonora, Kayla Cobb, do Decider diz que "Las chicas del cable faz bom uso das músicas modernas em sua saga dos anos 20. Por causa dessas escolhas musicais, os temas centrais do programa parecem mais relevantes, e o drama parece mais deliciosamente escandaloso do que se a série continuasse com uma trilha sonora baseada em períodos." Ela também elogia o programa dizendo que "embora existam vestidos de franja, bobs e batons ousados em abundância na série, a estética geral da Las chicas del cable nunca parece fora de lugar no reino da TV atual. [...] É um programa que está disposto a soltar um pouco os cabelos e jogar um pouco, enquanto explora a força de trabalho feminista", além de dizer que "cada uma das quatro personagens principais da série é orgulhosamente sua própria pessoa, lutando para navegar por seu papel neste novo mundo, bem como a forma como esse trabalho afeta sua auto-estima e seu relacionamento com os homens em sua vida. É uma premissa interessante que nunca parece ridícula ou pesada demais. Las chicas del cable pode estar equilibrando muitos temas e gêneros, mas nunca esquece de ser divertido."
Nicolette Michelle, do Medium, elogia o programa dizendo: "Las chicas del cable é um importante programa internacional que aborda temas universais que ainda são relevantes na sociedade de hoje em todo o mundo. Cada personagem tem sua própria história, e o diálogo e as expressões transmitidas ajudam a trazer vida a cada episódio de maneiras que o mantêm na ponta do seu assento, envolvido pelas emoções e sempre querendo mais."